# دين رينولدز
دين رينولدز (بالإنجليزية: Dane Reynolds)‏ هو متركمج أمريكي، ولد في 7 سبتمبر 1985 في لونغ بيتش في الولايات المتحدة.

## وصلات خارجية
- دين رينولدز على موقع الرابطة العالمية لركوب الأمواج (الإنجليزية)
- دين رينولدز على موقع EncyclopediaOfSurfing.com (الإنجليزية)